# Bruce Abbott

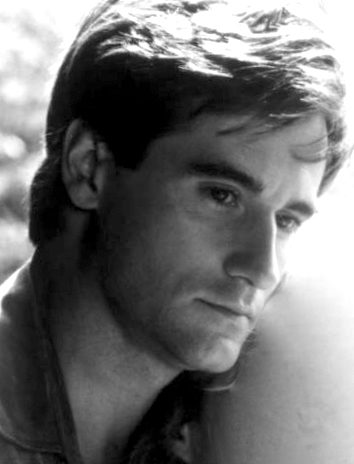
Bruce Abbott auf einem Werbefoto (1988)

Bruce Paul Abbott (* 28. Juni 1954 in Portland, Oregon) ist ein ehemaliger US-amerikanischer Schauspieler. In Deutschland erlangte er besonders durch seine Rolle als Richter Nicholas Marshall in der Fernsehserie Die Verschwörer Bekanntheit.

## Leben
Abbotts Karriere begann als Tänzer und Schauspieler beim Oregon Shakespeare Festival in Ashley, Oregon, wo er in den späten 1970er Jahren drei Spielzeiten begleitete. 1980 zog es ihn von Portland aus nach Hollywood, wo er 1982 Jake Hale, den Bruder der Hauptdarstellerin, in Die Blauen und die Grauen spielte und die Rolle des Bösewichts in dem Film T.A.G. – Das Killerspiel bekleidete. Bei den Dreharbeiten lernte er auch seine spätere erste Frau, Linda Hamilton, kennen. Aus der Ehe mit Hamilton ging ein Sohn, Dalton Bruce, hervor. Er wurde am 4. Oktober 1989 geboren und verkörperte John Connor als Baby im Film Terminator 2 – Tag der Abrechnung. Linda und Bruce trennten sich im Jahr 1989 voneinander.
Am Set des Fernsehfilms Trapped lernte Abbott 1989 die Schauspielerin Kathleen Quinlan kennen. Beide heirateten am 12. April 1994 und haben zusammen einen Sohn, Tyler Quinlan, der bereits am 17. Oktober 1990 geboren wurde.
Während seiner Karriere war Abbott bei Gastauftritten in vielen Fernsehserien zu sehen. Darunter in den Serien Mord ist ihr Hobby, Frauenpower, Diagnose: Mord oder MacGyver. Eine wiederkehrende Rolle hatte er in der US-Fernsehserie Das Netz – Todesfalle Internet, die 1998/1999 auf Basis des gleichnamigen Films mit Sandra Bullock gedreht wurde.
1998 war er in dem Horrorfilm God’s Army II – Die Prophezeiung zu sehen. Zudem spielte er an der Seite von Jeffrey Combs in den ebenfalls zum Horror-Genre gehörigen Filmen Re-Animator (1985) und der Fortsetzung Bride of Re-Animator (1990) mit.
Inzwischen hat sich Bruce Abbott weitestgehend von der Schauspielerei verabschiedet. Er arbeitet mittlerweile als Künstler und Architekt, der sich auf maßgeschneiderte Wohnlösungen spezialisiert hat.